# Гуслицы

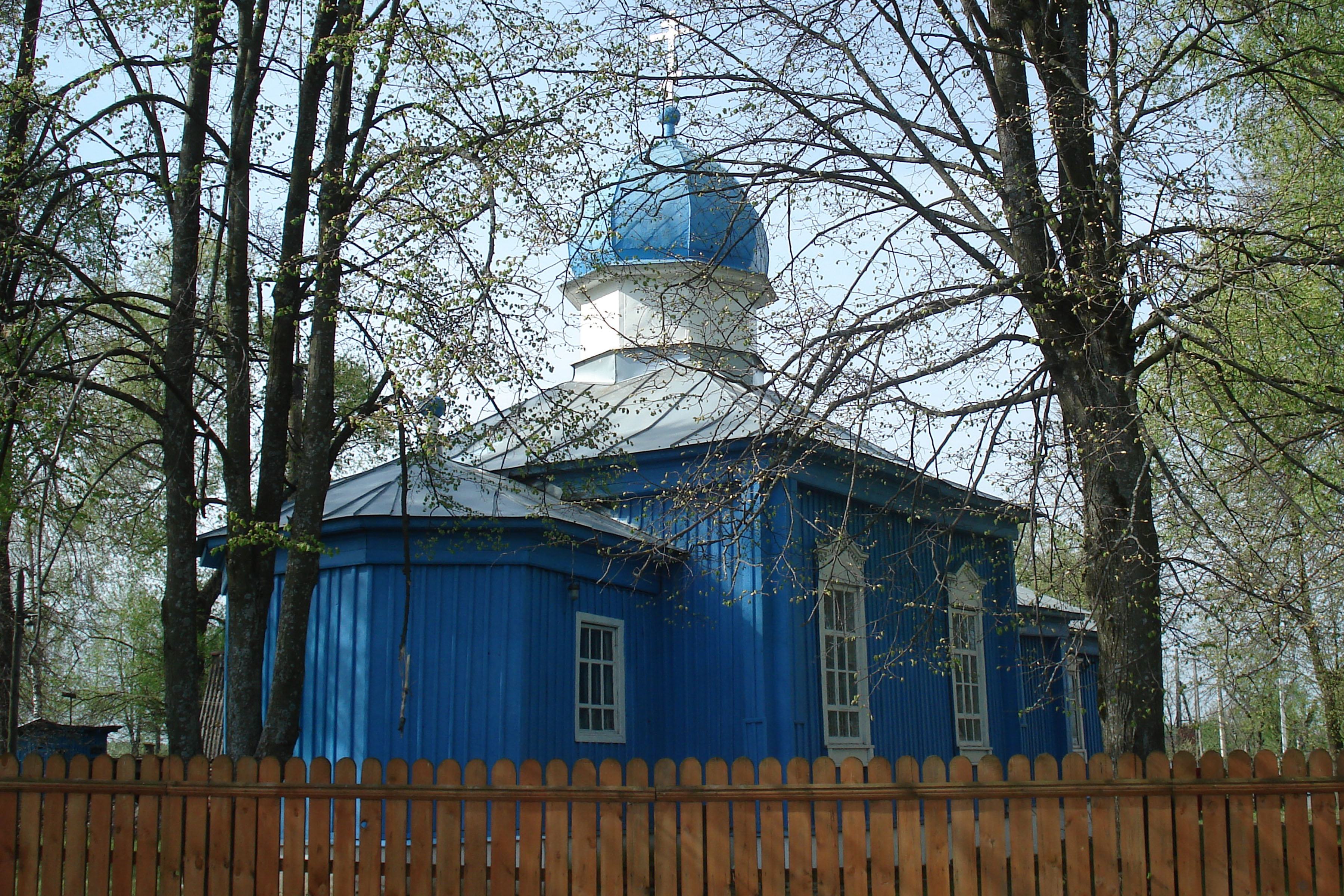
Посёлок Шувое, Гуслицы, Московская область. Старообрядческая Троицкая церковь

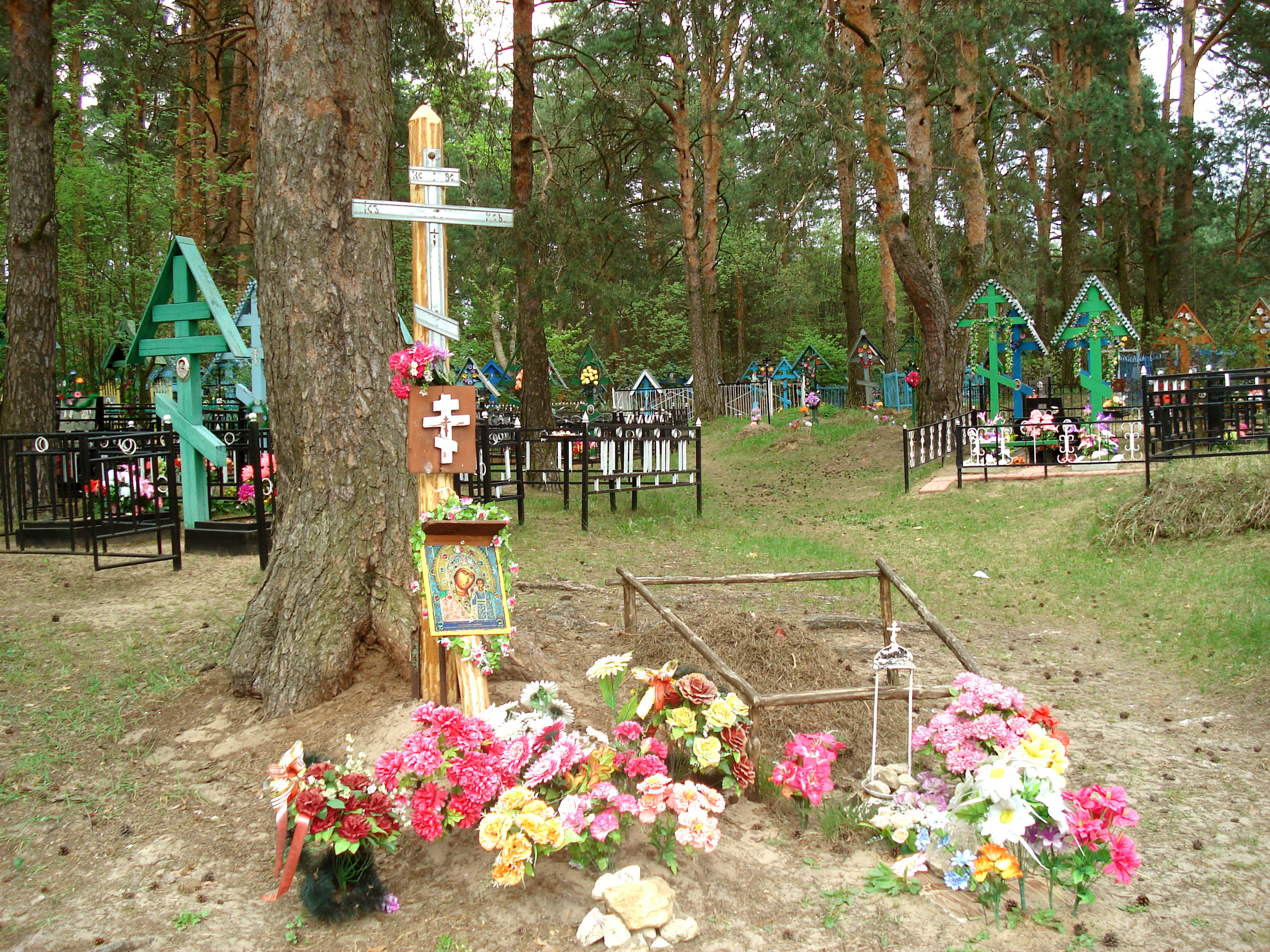
Кладбище в селе Беливо, Гуслицы, Московская область.

Гу́слицы — историческая местность на востоке Подмосковья, в которую входит около 60 населённых пунктов. Прежде большая часть входила в состав Богородского уезда Московской губернии. Согласно словарю Брокгауза и Ефрона, отчасти заходила и в соседние уезды — Покровский (Владимирской губернии), Егорьевский (Рязанской губернии) и Бронницкий (Московской губернии). Ныне — южная часть Орехово-Зуевского района Московской области, ряд селений (Чёлохово, Панкратовская, Горшково, Гридино, Шувое и Нареево) входят в состав Егорьевского района.
Местность была населена преимущественно старообрядцами, приемлющими священство Белокриницкой иерархии. Значительная часть до середины XX столетия держалась неокружничества. В Гуслицах имелись также немногочисленные общины беглопоповцев-лужковцев, поморцев, мокеевцев и некоторых других согласий. Последних неокружников, лужковцев и мокеевцев до сих пор можно встретить в некоторых гуслицких деревнях.
Известны сёла, где старообрядцы жили вперемешку с православными, например, село Ащерино.

## История
Название известно с первой половины XIV века, когда в духовной грамоте Ивана Калиты впервые упомянута волость Гуслица. Считается, что название она получила от своего административного центра — села Гуслицы (ныне — Ильинский Погост), которое, в свою очередь, обязано своим названием реке Гуслице, протекающей поблизости.
Границы Гуслицкой волости на местности довольно детально описаны в «разъезжей грамоте» конца XV — начала XVI веков. Эту грамоту составил дворянин Андрей Филиппович Наумов. Волость Гуслица при Наумове простиралась на запад до селений Хотеичи и Бухоново (Алексеевская тож), на восток до Малькова и Зевнева, на север до Куровской и Заволенья, а на юг до Челохова и Жирова. Позднее, в XIX веке к Гуслице стали причислять и земли бывшей волости Сельна — Запонорье и Заход (Заохот). Была даже прибаутка — «без Захода нет Гуслиц».
Село Богородское, основанное князем Владимиром Старицким по приказу царя Ивана Грозного, некоторое время было административным центром Гуслицкой волости. При Лопухиных в селе был выкопан пруд с островом, а рядом посажен парк. Пруд и часть парка сохранились до нашего времени.
Одна из деревень предположительно носила имя второй жены Ивана Калиты — Ульяны и звалась Ульянино. Позднее деревни Ульянино и Незденово слились и образовали Степановку. В свою очередь, деревня Степановка была названа по имени помещика Степана Лопухина, родственника царицы Евдокии Лопухиной. Село Захарьинское в волости Гуслица при Иване III было вотчиной его приближенного Ивана Васильевича Ощеры. В 1492 году вдова Ивана Васильевича и его сын Иван Ощерин передали это село во владение Богоявленскому монастырю в Москве на помин Ивана Васильевича и его рано умершего сына Михаила, «с лугами и с лесами и со всеми угодьями, а дали то село по своем государе Иване Васильевиче и по своем сыне Михаиле Ивановиче». Позднее село «Захарьинское, Ощерино тож» стало деревней и уже много веков носит имя Ащерино. Деревни Чайниково и Андреево при слиянии образовали деревню Абрамовку.
При царе Алексее Михайловиче Гуслицы ещё не были густо заселены. К концу XVII века Гуслицы состояли из 46 деревень, крупнейшими из которых были Равенское, Шувоя, Хотеичи, Ильинский погост, Селиваниха и другие. Долгие годы центром Гуслиц был Ильинский погост, названный так по имени церкви Ильи-пророка, воздвигнутой здесь в начале XVII века.
В конце XVII века после стрелецких бунтов в Гуслицкие леса и болота, по преданию, бежали гонимые за старую веру царём стрельцы и бояре. В рукописи игумена скита «Иосиф на камне» (скит находился недалеко от Мисцева) было написано: «Род гусляков древен и славен бысть, повелся он от непокорных бояр и стрельцов». В старых книгах деревня Барская рядом с нынешним Давыдовом именовалась Боярская. В 1710 году Пётр I отдал Гуслицы А. Д. Меншикову. Семнадцать лет владел Гуслицами А. Д. Меншиков. При царе Петре II Александр Данилович был отправлен в ссылку, а все его владения причислили к дворцовому ведомству.
В 1728 году все селения Гуслиц были пожалованы Степану Васильевичу Лопухину. При Елисавете Петровне С. В. Лопухин попал в опалу, и в 1744 году его отправили в ссылку. В этот период у царицы выпрашивал Гуслицы генерал-фельдмаршал П. А. Румянцев, но получил отказ.
При Екатерине II Гуслицы в 1762 году были отданы Наталье Фёдоровне Лопухиной, муж которой — С. В. Лопухин — до ссылки и смерти сам владел этой местностью. Через год Лопухина умерла, и имение поделили на три части её сыновья. Поборы помещиков Лопухиных замучили гуслицких крестьян, и они подали челобитную императрице, хотя по Указу 1765 года им запрещалось это делать. За это в гуслицкое село Богородское был выслан военный отряд для наказания крестьян.
В 1767 году Лопухины, распродав земли своей вотчины, выехали в более спокойные места. Заводчик Н. И. Демидов купил одну треть Гуслиц с деревнями Внуково, Давыдово, Печурино, Слободищи, Столбуновой, Чичево и другими. Из этих деревень заводчик переселил в Сибирь более 600 гусляков.
Волость, просуществовавшая несколько веков, была упразднена в конце XVIII века: в 1781 году произошло новое административное деление России, и в созданный Богородский уезд Московской губернии вошла часть деревень Гуслиц.
В 1794 году демидовская треть Гуслиц перешла во владение помещицы О. А. Жеребцовой; в это время в неё входило 44 деревни.

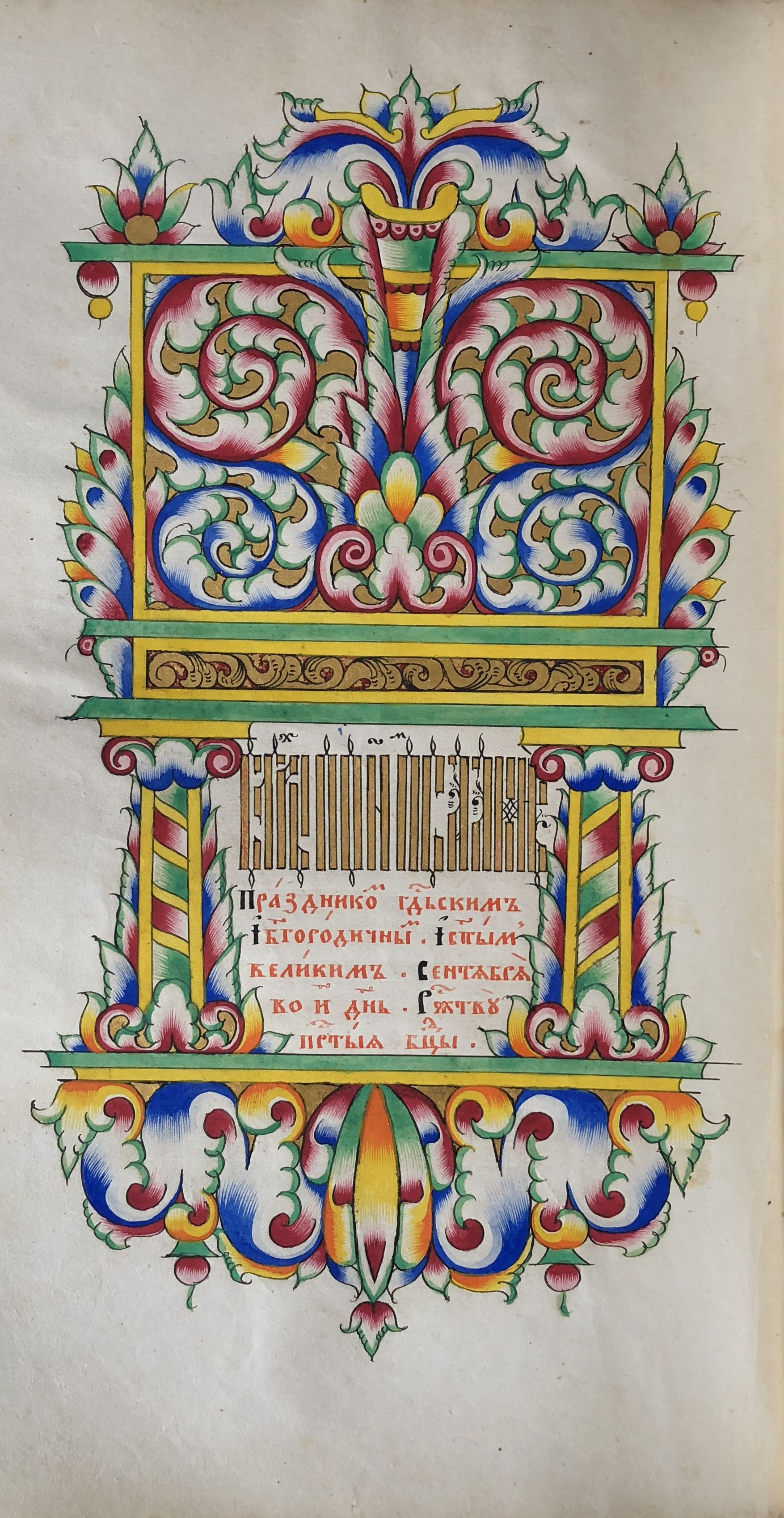
«Праздники» (гуслицкая рукопись, конец XIX века)

После ликвидации волости как административной единицы название «Гуслицы» сохранилось благодаря старообрядцам, почти сплошь населявшим край и создавшим здесь самобытную культуру. Местные староверы были известны жителям окрестных местностей и всей России как гусляки. Гусляки занимались выращиванием хмеля (знаменитый в свое время «гуслицкий хмель»), а также фабрикацией фальшивых ассигнаций, ходили на «сбирку» (собирали милостыню). Много в гуслицких деревнях было грамотных людей. В XVIII веке в Гуслицах появился характерный стиль оформления рукописных певческих книг, известный как «гуслицкое письмо».
И. И. Ордынский по состоянию на XVIII век называет следующие селения бывшего Гуслицкого края: Алексеевская, Внуковская, Горшково, Давыдовская, Круглово, Костенево, Мосягино, Печурино, Поминово, Слободищи, Сенькино, Старово, Столбуново, Чичево, Челохово, Цаплино, Юрятино, Беззубово, Барышево, Панкратовская, Зевнево, Игнатово, Ботогово, Иванищево, Шувоя, Нареево, Гридино, Устьяново, Абрамовка (образована в XVIII веке в результате слияния деревень Чанниково и Андреево), Степановка (образована из деревень Незденово и Ульянино), Богородское, Заполицы, Титово, Мисцево, Понарино, Петрушино, Селиваниха, Дорохово, Ащерино, Авсюнино, Беливо, Куровская (Владимирское), Заволенье, Новинки, Равенская — всего 44 селения. Однако Ордынским почему-то сюда не были включены само село Гуслицы (Ильинский погост), а также ряд других селений — Максимовская (рядом с Давыдовской) и Писчево (рядом с Мосягино).

## Известные выходцы из Гуслицкого края
- Балашов, Василий Николаевич — русский промышленник, основатель фабрики «Балашовъ и сыновья» в деревне Куровской. Его сыновья — Сергей Васильевич и Григорий Васильевич создали «Товарищество мануфактур С. и Г. Балашовы».
- Банцекин, Василий Николаевич — советский связист, Герой Советского Союза (уроженец деревни Лашино).
- Беляков, Александр Васильевич — советский лётчик, Герой Советского Союза (1937), штурман чкаловского экипажа, преподаватель Военно-воздушной академии имени Н. Е. Жуковского и начальник военной кафедры МФТИ, участник Великой Отечественной войны (уроженец села Беззубова).
- Громов, Федул Григорьевич — лесопромышленник-миллионер, благотворитель, коллекционер, купец 1-й гильдии (уроженец села Поминово), отец санкт-петербургских предпринимателей Громова, Василия Федуловича и Громова, Ильи Федуловича.
- Гусятникова, Галина Григорьевна (1934 — 10 мая 2009) — заслуженный работник культуры РФ (уроженка деревни Слободищи, из семьи красильных фабрикантов Гусятниковых?).
- Дёмин, Никита Степанович — генерал-лейтенант советской армии, Герой Советского Союза (уроженец села Молокова).
- Зенин, Никифор Дмитриевич — фотограф.
- Каллист (Макаров) — в миру Кирилл Ермилович Макаров, епископ Владимирский и Иваново-Вознесенский Древлеправославной Церкви Христовой (уроженец деревни Цаплино).
- Капустин Кирилл Еремеевич — советский экономист, доктор экономических наук, профессор Сибирского металлургического института (уроженец деревни Цаплино)
- Коржаков, Александр Васильевич — начальник Службы безопасности Президента Российской Федерации при Б. Н. Ельцине, депутат Государственной думы РФ (мать — уроженка села Молокова).
- Кузнецов, Матвей Сидорович — основатель Кузнецовского фарфора.
- Курков, Степан Иванович — советский солдат, Герой Советского Союза (проживал до Великой Отечественной войны в деревне Теренькове).
- Лапушкин, Филипп Семёнович — советский солдат, Герой Советского Союза (уроженец деревни Слободищи).
- Морозов, Савва Васильевич — предприниматель, уроженец села Зуева.
- Рахманов, Георгий Карпович — русский общественный деятель, издатель (отец — уроженец деревни Слободищи).
- Солдатёнков, Козьма Терентьевич — предприниматель, издатель (дед — выходец из Павловского Посада).
- Стрелков, Владимир Вячеславович — советский, российский режиссёр (уроженец села Ильинский Погост).
- Смирнов Виктор Сергеевич — советский, российский экономист, доктор экономических наук (уроженец деревни Зевнево)
- Шмелёв, Иван Сергеевич — русский писатель (дед — уроженец одного из гуслицких сёл).